# Vicaris-generaal

Het wapen van een vicaris-generaal.

Een vicaris-generaal is in de Rooms-Katholieke Kerk de hoogste functionaris die een residerende bisschop bijstaat in de dagelijkse uitoefening van zijn ambt in diens bisdom.
De benaming vicaris komt van het Latijnse vicarius, plaatsvervanger. Een bisdomstaf of bisdomorganisatie bestaat uit een bisschop aangevuld met een of meerdere vicarissen. De vicaris-generaal is de persoonlijke, en eerste plaatsvervanger van de bisschop. Hij heeft de dagelijkse leiding over het bestuursapparaat van een bisdom. Een hulpbisschop staat in de kerkelijke hiërarchie hoger dan een vicaris-generaal. 
In het huidige canoniek recht bepaalt canon 477 en volgende van de Codex Iuris Canonici uit 1983 dat een vicaris-generaal priester dient te zijn, met een minimumleeftijd van dertig jaar en kennis van of een graad in theologie of canoniek recht. Bij de dood, suspendering of overplaatsing van een bisschop verliest diens vicaris-generaal automatisch zijn functie.
Een buitengewone vicaris-generaal is die van het bisdom Rome. Deze wordt aangeduid als kardinaal-vicaris.